# Mistrzostwa Europy Juniorów w Boksie 1970
Mistrzostwa Europy juniorów w boksie 1970 − 1. edycja mistrzostw Europy juniorów. Rywalizacja miała miejsce w węgierskim mieście Miszkolc. W turnieju mogli wziąć udział tylko zawodnicy z Europy. Rywalizacja odbywała się w 11 kategoriach wagowych a trwała od 8 do 14 listopada.

## Medaliści
| Kategoria wagowa                | Złoto                | Srebro             | Brąz                                  |
| Waga papierowa (-48 kg)         | Peter Gluck          | Jochen Bachfeld    | Sabatino de Filippo Georgi Kostadinow |
| Waga musza (-51 kg)             | Zoltán Kisnémeth     | Dawid Torosjan     | Reiner Langer Dinu Condurat           |
| Waga kogucia (-54 kg)           | Anatoli Levishchev   | Kunczo Kunczew     | András Botos Dave Needham             |
| Waga piórkowa (-57 kg)          | Aleksander Adrianow  | Gheorghe Ciochina  | Giovanni Carrino T.Simon              |
| Waga lekka (-60 kg)             | László Juhász        | Zbigniew Osztab    | Reinhard Vogt H.Marquardt             |
| Waga lekkopółśrednia (-63,5 kg) | Karoly Németh        | Jean Younsi        | Manfred Weidner Sandru Mihalcea       |
| Waga półśrednia (-67 kg)        | Władimir Dawidow     | Sándor Csjeff      | Antonio Castellini Hakkı Sözen        |
| Waga lekkośrednia (-71 kg)      | Wiaczesław Lemieszew | Metodi Metodiew    | Wolfgang Heimann W.Troester           |
| Waga średnia (-75 kg)           | Nikołaj Anfimow      | Dragan Todorović   | Ingo Zimpel R.di Constanzo            |
| Waga półciężka (-81 kg)         | Ottomar Sachse       | Imre Siklósi       | Roger Barlow Z.Dikow                  |
| Waga półciężka+ (+81 kg)        | József Réder         | Atanas Suvandzhiev | Les Stevens Eckhard Findeisen         |